# Hemifusus elongatus
Hemifusus elongatus is een slakkensoort uit de familie van de Melongenidae. De wetenschappelijke naam van de soort is voor het eerst geldig gepubliceerd in 1822 door Jean-Baptiste de Lamarck.